# گریمزبی
longitudeگریمزبیlatitudeگریمزبی
گریمزبی (به انگلیسی: Grimsby) شهری در ناحیه میدلند شرقی و یورکشایر و هامبر کشور انگلستان است که این کشور خود بخشی از بریتانیا محسوب می‌شود. این شهر در سال ۱۹۹۱ میلادی ۹۰٫۷۰۳ نفر جمعیت داشته و در سرشماری سال ۲۰۰۱ جمعیت آن به ۸۷٫۵۷۴ نفر رسیده‌است. میزان رشد سالانهٔ جمعیت گریمسبای ‎-۰٫۴۷ درصد می‌باشد و جمعیت این شهر در سال ۲۰۱۲ به ۸۳٫۱۴۶ نفر تغییر یافت.